# José Espalter
José Espalter (* 19. Oktober 1868 in Montevideo; † 30. August 1940) war ein uruguayischer Politiker.

## Leben
Rechtsanwalt Espalter, Sohn von José Espalter und Juana G. de Espalter, schloss 1892 sein rechtswissenschaftliches Studium an der Universidad de la República mit der Promotion ab. Später war er von 1930 bis 1931 auch Rektor dieser Hochschule. Er arbeitete als Richter und war sowohl Abgeordneter als auch Senator.
Espalter, der der Partido Colorado angehörte, übte vom 19. März 1935 bis zum 1. Juni 1938 das Amt des Außenministers seines Heimatlandes aus. Sein Nachfolger wurde Alberto Guani. Zudem hatte er im Verlaufe seines politischen Wirkens auch die Ministerämter für Inneres und Landwirtschaft inne. Auch war er Präsident der Asamblea General.